# Rödtjärnen (Nås socken, Dalarna)
Rödtjärnen är en sjö i Vansbro kommun i Dalarna och ingår i Dalälvens huvudavrinningsområde. Sjön har en area på 0,0744 kvadratkilometer och ligger 222,5 meter över havet.

## Delavrinningsområde
Rödtjärnen ingår i det delavrinningsområde (670517-143390) som SMHI kallar för Nedlagd mätstation. Medelhöjden är 249 meter över havet och ytan är 47,56 kvadratkilometer. Räknas de 766 avrinningsområdena uppströms in blir den ackumulerade arean 8 086,97 kvadratkilometer. Västerdalälven som avvattnar avrinningsområdet har biflödesordning 2, vilket innebär att vattnet flödar genom totalt 2 vattendrag innan det når havet efter 277 kilometer. Avrinningsområdet består mestadels av skog (60 procent) och sankmarker (29 procent). Avrinningsområdet har 2,05 kvadratkilometer vattenytor vilket ger det en sjöprocent på 4,3 procent.